# Mramor (ort)
Mramor är en ort i Bosnien och Hercegovina.   Den ligger i entiteten Federationen Bosnien och Hercegovina, i den centrala delen av landet, 80 km norr om huvudstaden Sarajevo. Mramor ligger 250 meter över havet och antalet invånare är 3 918.
Terrängen runt Mramor är kuperad norrut, men söderut är den platt. Runt Mramor är det ganska tätbefolkat, med 93 invånare per kvadratkilometer.. Närmaste större samhälle är Tuzla, 10,1 km sydost om Mramor. 
Omgivningarna runt Mramor är en mosaik av jordbruksmark och naturlig växtlighet.